# Intonation musicale
Pour les articles homonymes, voir Intonation.
L'intonation musicale ou la justesse d'intonation définit la précision de la hauteur des notes de musique jouées ou chantées, par comparaison avec un système d'accord de référence.
L’intonazione désigne aux XVIe – XVIIe siècles dans la musique italienne, le bref prélude, proche du style de la toccata, chargé de donner aux chanteurs ou à l'assemblée le ton de la pièce vocale qui la suit.

## Instruments de musique

### Instruments à cordes sans frettes
Pour les instruments sans frette, comme le violon ou le violoncelle, l'intonation demande un positionnement précis des doigts sur les cordes: cette position détermine la partie de la corde qui vibre, entre le doigt et le chevalet. La hauteur du son est inversement proportionnelle à la longueur vibrante.

### Instruments à frettes
La longueur vibrante de la corde se situe entre la frette la plus proche du doigt du musicien et le chevalet: le placement exact des frettes est donc une question primordiale. Mais plusieurs paramètres peuvent jouer sur l'intonation :
- le placement des frettes ;
- la technique du musicien ;
- la mesure dans laquelle le doigt déplace la corde latéralement ;
- la position du chevalet ;
- la hauteur des frettes.

La hauteur de la note augmente par le raccourcissement de la longueur de la corde mais aussi, quoique de manière bien plus faible, par l'augmentation de sa tension résultant de l'enfoncement de la corde derrière la frette la plus proche.

### Instruments à vent
La hauteur de la note est déterminée essentiellement par la longueur vibrante de l'instrument. La longueur peut être modifiée en ouvrant des trous latéraux le long du tuyau, en ajoutant des portions de tuyau au moyen d'un système de pistons, ou encore par une coulisse. L'intonation peut être corrigée par un souffle plus ou moins puissant, par la position des lèvres sur l'embouchure, etc.

## Tempéraments

Représentation de l'Intonation juste par le réseau d'Euler (voir Tonnetz)

L'intonation juste est un système d'accord dans lequel le plus grand nombre d'intervalles sont purs, c'est-à-dire consonants.
Les tempéraments sont nécessaires pour les instruments dits « à sons fixes », accordés une fois pour toutes avant le jeu. La voix et les autres instruments n'ont pas cette contrainte mais doivent s'y adapter. Ainsi les instruments d'intonation libre peuvent en théorie jouer tous les intervalles purs. S'ils jouent dans un ensemble avec des instruments tempérés, un écart trop important des intonations peut entraîner des dissonances.
Rien n'est parfait et il faut choisir l'outil avec lequel travailler, par exemple :
- le système de Pythagore, dont les notes sont accordées par quintes pures à partir d'une note de base, fait entendre des quintes et des octaves consonantes, mais des tierces trop grandes d'un comma ;
- le système de Zarlino qui combine un certain nombre de quintes et de tierce pures avec d'autres qui ne le sont pas ;

Deux possibilités se présentent ensuite :
- si l'on joue sur un instrument à intonation fixe, on tempère l'accordage, c'est-à-dire qu'on fait des quintes un peu plus petites qu'en système pythagoricien pour gagner des tierces plus justes – les quintes ainsi tempérées peuvent avoir toutes la même correction (« tempérament régulier », ou bien certaines sont moins tempérées que d'autres ;
- si l'on joue sur un instrument à intonation libre, on a la possibilité d'adopter une intonation changeante, ce qui est un autre compromis.

## Musiques extra-européennes
Nombre de musiques extra-européennes font usage d'intervalles intermédiaires entre les degrés des gammes occidentales. Ainsi, les musiques modales du Maghreb et les musiques de maqâm font souvent usage d'intervalles d'environ 1,5 demi-tons et de tierces moyennes (« tierce de Zalzal », entre la tierce mineure et la tierce majeure) d'environ 3,5 demi-tons. Les musiciens Are-Are accordent leurs flûtes de pan en échelles équiheptatoniques, c'est-à-dire divisées en sept intervalles égaux valant chacun 1/7e d'octave, environ 1,7 demi-ton. Etc.